# Amahl and the Night Visitors
Amahl and the Night Visitors (deutscher Titel: Amahl und die nächtlichen Besucher) ist eine Oper in einem Akt von Gian Carlo Menotti. Das Libretto in englischer Sprache stammt vom Komponisten selbst (deutsche Übersetzung: Kurt Honolka). Die Uraufführung erfolgte am 24. Dezember 1951 in New York in den NBC-Studios und wurde live im Fernsehen ausgestrahlt. Menotti hatte die Oper speziell fürs amerikanische Fernsehen geschrieben.
Die Oper gilt v. a. in Amerika als Klassiker, nicht zuletzt durch ihren einzigartigen Charakter einer Weihnachts- und Märchenoper. Dadurch ist sie bei Kindern sehr beliebt und wurde zur meistaufgeführten US-amerikanischen Oper des zwanzigsten Jahrhunderts.

## Handlung
Die Oper spielt um die Zeit von Christi Geburt in Judäa.
Der 12-jährige Amahl ist behindert – eines seiner Beine ist gelähmt, daher kann er sich nur mit einer Krücke fortbewegen, die er selbst gemacht hat. Amahl hat eine blühende Phantasie und erzählt manchmal Lügengeschichten.
Es ist Abend. Amahl sitzt vor seinem Haus und spielt Flöte. Seine Mutter, eine arme Witwe, ruft ihn, damit er ins Haus kommt. Der Bub folgt nicht sofort, sodass die Mutter selbst hinausgeht und ihn hereinholt. Auf die Frage, was denn nachts draußen noch so spannend sei, erzählt Amahl von einem großen Stern mit einem Schweif. Die Mutter – seine Geschichten gewöhnt – glaubt ihm nicht und macht sich Sorgen über die Zukunft (Duett und Arie des Amahl). Schließlich gehen Mutter und Sohn zu Bett.
Es folgt der Auftritt der Heiligen Drei Könige (Kaspar, Melchior, Balthasar). Sie sind mit ihrem Pagen auf dem Weg nach Betlehem. Sie kommen am Haus der Witwe vorbei und klopfen an. Amahl wird von seiner Mutter aufgefordert zur Tür zu gehen. Als er versucht ihr zu erklären, dass draußen drei Könige stehen, glaubt ihm die Mutter nicht und wird wütend. Als sie schließlich selbst zur Tür geht, weicht sie zuerst erschrocken zurück und bittet dann die Drei Könige herein. Diese erhoffen sich eine Unterkunft für die Nacht. Während die Mutter in den Wald geht, um Reisig zu suchen, unterhält sich Amahl mit den Königen (Arie des Kaspar). Als sie zurückkommt, schickt sie Amahl auf die Suche nach anderen Hirten, damit diese etwas zu essen bringen und sie die Könige würdig empfangen kann. In der Zwischenzeit bewundert sie die Gaben, die die Könige dem Christuskind bringen wollen (Quartett Mutter und Könige). Es kommen die Hirten, legen ihre Gaben dar und tanzen für die Könige. Danach verabschieden sie sich, und in der Hirtenhütte bereiten sich alle auf die Nachtruhe vor.
Während die Könige schlafen, lässt das viele Gold der Mutter keine Ruhe (Goldarie der Mutter) und sie versucht tatsächlich, ein Stück Gold für sich und ihr Kind zu stehlen. Beim Diebstahl wird sie vom Pagen ertappt, und es entsteht großer Aufruhr. König Melchior besänftigt die Situation und sagt der Mutter, sie möge das Gold behalten (Arie des Melchior). Diese jedoch, gerührt von der Geschichte des Jesuskinds, will das Gold nicht mehr. Da bietet Amahl an, dem unbekannten Kind seine Krücke zu schenken. Als er sie den Königen überreicht, geschieht ein Wunder: Amahl kann normal gehen. Die überglückliche Mutter lässt daraufhin ihren Sohn die Könige zur Krippe begleiten.

## Aufnahmen
- 1954 – italienische Filmfassung mit Carlo Scopetti (Amahl), Jolanda Gardino (Mutter) u. a. unter der Leitung von Ferruccio Scaclia; Inszenierung: Bruno Salerno[1]
- 1978 – Video mit Teresa Stratas, Robert Sapolsky u. a. unter der Leitung von Arvin Brown
- 1990 – Aufnahme von Cast Recording mit Rosemary Kuhlmann, Chet Allen u. a. unter der Leitung von Thomas Schippers
- 1998 – mit Lorna Haywood, John Dohson u. a. unter der Leitung von David Syrus